# Enrique Álvarez-Sala Walther
Enrique Álvarez-Sala Walther (Madrid, 1952) es un arquitecto español, de familia asturiana.

## Biografía
Hijo de un médico gijonés y sobrino nieto del pintor Ventura Álvarez Sala. Se titula como Arquitecto por la Escuela Técnica Superior de Arquitectura de Madrid en 1977 y desde entonces combina la profesión con labores docentes en distintas universidades.
Ha sido Profesor Asociado al Departamento de Construcción de la ETSAM entre 1983 y 2004, representante de Profesores Asociados en el Claustro de la Universidad Politécnica de Madrid (1995-1996/2003-2004), profesor invitado en la Universidad Europea de Madrid y, en la actualidad, imparte clases de construcción en la UCLM. Asimismo, ha participado como jurado y conferenciante en distintos centros, nacionales e internacionales.
Ha formado estudio con los arquitectos Ignacio Vicens Hualde, César Ruíz-Larrea y Carlos Rubio Carvajal. Bajo el nombre de Rubio&Álvarez-Sala ha realizado la Torre SyV en la antigua Ciudad Deportiva del Real Madrid, la torre residencial en Isla Chamartín y la intervención urbanística en el margen del Río Manzanares tras el soterramiento de la M30 junto con Burgos&Garrido, Porras&LaCasta y West8, todos ellos ganados en concursos de arquitectura.

### El estudio

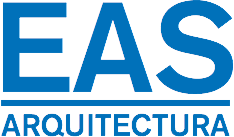
Estudio de arquitectura.

E.A.S. es un estudio de arquitectura afincado en Madrid y dirigido por Enrique Álvarez-Sala Walther que cuenta con más de treinta años de experiencia profesional. En este tiempo, se han mantenido asociaciones estables con los arquitectos Ignacio Vicens Hualde, César Ruíz-Larrea Cangas y Carlos Rubio Carvajal.
Bajo el nombre de Rubio & Álvarez-Sala se han construido proyectos de gran relevancia como la torre SyV, la intervención urbana de Madrid Río junto a Burgos & Garrido, Porras & LaCasta y West8 o las sedes de Indra en Alcobendas y Barcelona.
Las actuaciones de E.A.S. arquitectura derivan tanto de encargos privados como de premios en concursos de arquitectura, abiertos y restringidos. Nuestros proyectos han sido reconocidos a través de publicaciones, exposiciones o premios, entre los que cabe destacar el Premio COAM Arquitectura, el Premio Ayuntamiento de Madrid de Obra Nueva o la selección para la Bienal de Arquitectura de Venecia en 2004.

### Equipo

#### Arquitecto, director del estudio
- Enrique Álvarez-Sala Walther

#### Arquitectos, socios
- Ricardo Saldías Barreneche
- Alberto Martín Hernández
- Pablo González-Valcárcel Manzano-Monís
- Enrique Álvarez-Sala y Gómez-Morán

#### Arquitectos
- Joan Blanco Lo Coco
- Cristina Martínez Martín

#### Equipo de desarrollo
- Juan Bravo-Ferrer Álvarez-Sala
- María Díaz Sesma
- Raúl Jariod Nalvaiz
- F. Javier Rodrigo Álvarez-Sala

#### Aparejadores
- Vicente Arenas Benítez
- Pedro Valiente Bravo

### Premios
Su trabajo ha sido seleccionado en la Bienal de Arquitectura de Venecia de 2004 y su trayectoria también ha sido reconocida a través de distintas publicaciones y exposiciones.
- Premio del Colegio Vasco Navarro de Arquitectos (1999)
- Premio COAM de Arquitectura (1989)
- Premio del Ayuntamiento de Madrid de Obra Nueva (1992 y 1996)
- Premio Ciudad de Alcalá de Henares de Arquitectura (2003)
- Premio Antológico de Arquitectura Contemporánea en Castilla-La Mancha (2006)
- Distinción COAM a la Obra de los Arquitectos (2009)